# Miquel Obiols i Prat
Miquel Obiols i Prat (Roda de Ter, Osona, 1945 - 27 d'octubre de 2024) fou un escriptor, guionista i creador-director de programes de televisió catalana. Més conegut per les seves obres de literatura infantil i juvenil (Ai, Filomena, Filomena! i altres contes, Tatrebill en contes uns o Llibre de les M'Alícies) experimenta tècniques literàries avantguardistes poc habituals en el gènere. Incorpora cal·ligrames, jocs onomatopeics, poètics, tipogràfics, textos surrealistes, de nonsense, amb reminiscències del moviment Oulipo. Juga amb la llengua, considerant el mateix llenguatge com a vehicle d'expressió i també com a matèria plàstica i creativa. Alguns dels seus contes o llibres s'han adaptat al teatre (Dagoll Dagom, Teatro Achiperre, Alvic Teatre). Per a la televisió crea, dirigeix i escriu els guions de programes com Terra d'escudella, Planeta imaginari o Pinnic a TVE-Catalunya; i P+o-xo: a Canal+, entre d'altres. Inventa el personatge gallifante o gallifant (de gallina i elefant, paraula-maletí que es transporta més fàcilment segons Lewis Carroll). A la productora Diagonaltv inventa projectes, adapta la poesia de Miquel Bauçà i d'altres autors, per a TV3. Té obra traduïda a diversos idiomes.

## Obres
- Ai, Filomena, Filomena! i altres contes, 1977, 2012.
- El misteri de Buster Keaton, 1980.
- Tatrebill en contes uns, 1980.
- Habitants de Bubo-Bubo, 1982.
- King-què. Lectures 5è, 1984.
- El tigre de Mary Plexiglàs, 1987.
- Quin dia més gggrrr...!, 1988.
- Minimals, 1988.
- Libro de las M'Alicias, 1990.
- 77 Histèries, 1990.
- Iris (7 volúmenes), 1991.
- El quadre més bonic del món, 2001.
- A auga está enferma, 2002.
- 55 taques & gargots, 2002.
- Llibre de les M'Alícies, 2009.
- He tornat a jugar amb la mare i se m'ha espatllat, 2010.
- No hi cabem dues vegades, en aquest món, 2016.[2][3]

## Premis
- 1978 - Premi de la Crítica Serra d'Or: Ai, Filomena, Filomena! i altres contes.
- 1981 - Premi Josep M. Folch i Torres: Habitants de Bubo-Bubo.
- 1986 - Premi Joaquim Ruyra: El tigre de Mary Plexiglàs.
- 1986 - Premi de la Crítica Serra d'Or: El tigre de Mary Plexiglàs.
- 1988 - Premi Institució de les Lletres Catalanes: El tigre de Mary Plexiglàs.
- 1992 - Premi Critici in Erba (Bologna, Italia): Iris (7 volums).

## Televisió
- 1978 - Premi Ondas: Terra d'escudella (1976-1979).
- 1983 - Premi Ciutat de Barcelona: Planeta imaginari (1982-1983).
- 1993 - Premi Ondas Internacional: Pinnic (1992-94).
- 1993 - Antena d'Or Bulgària: Pinnic
- 1994 - Medalla de Bronze Festival New York: Pinnic
- 1997 - Selecció INPUT Nantes: P+o-xo: (1995-2000).
- 2007 - Premi GAC al millor guió de documental de televisió i cinema: Miquel Bauçà, poeta invisible (2007).